# Massacro di Balad al-Shaykh
Il massacro di Balad al-Shaykh avvenne nella notte tra il 31 dicembre 1947 e il 1º gennaio 1948 durante la guerra civile nella Palestina mandataria.

## Contesto
L'attacco faceva parte della guerra civile del 1947-1948 tra Ebrei e Arabi nella Palestina mandataria. È stato preceduto da una serie di episodi violenti, perpetrati l'uno per rappresaglia dell'altro. Il primo grande attacco al villaggio di Balad al-Shaykh avvenne il 12 dicembre, a seguito di sporadiche sparatorie di Arabi contro il traffico attraverso Wadi Rushmiya. Le forze dell'Haganah uccisero 6 abitanti del villaggio.
Il massacro della raffineria petrolifera di Haifa ebbe luogo il 30 dicembre 1947, il giorno prima del secondo attacco di Balad al-Shaykh. Il gruppo paramilitare sionista Irgun lanciò una serie di granate contro una folla di circa 100 lavoratori giornalieri arabi che si erano radunati fuori dal cancello principale della raffineria di petrolio di Haifa di proprietà britannica in cerca di lavoro, provocando 6 morti e 42 feriti. Dopo, alcuni lavoratori arabi della raffineria attaccarono i colleghi ebrei, uccidendone 39.
La conclusione di una commissione d'inchiesta istituita dalla comunità ebraica di Haifa è stata che l'attacco arabo non era stato premeditato, essendo una risposta all'assalto dell'Irgun. L'Agenzia ebraica condannò l'Irgun per quello che definì un "atto di follia" responsabile della perdita di vite umane, ma allo stesso tempo autorizzò l'Haganah a intraprendere un'operazione di rappresaglia.

## Massacro
Nella notte tra il 31 dicembre 1947 e il 1 gennaio 1948, il Palmach, un braccio dell'Haganah, attaccò la città di Balad al-Shaykh mentre i residenti dormivano, sparando dalle pendici del Monte Carmelo. Lo storico israeliano Benny Morris scrive:
Secondo Zachary Lockman, circa 60 uomini, donne e bambini furono uccisi e diverse dozzine di case sono state fatte saltare in aria.